# Sachsenspiegel
Sachsenspiegel var Tysklands middelalderlige lovsbog, der indeholdt et forsøg på en systematisk bearbejdelse af det i lovform og som uskreven sædvaneret foreliggende sachsiske retsstof fra første tredjedel af det 13. århundrede.
Forfatteren er Eike von Repgow, der oprindeligt affattede skriftet på latin, men som snart efter (mellem 1215 og 1235) på opfordring af grev Höyer von Falkenstein oversatte det på sit sachsiske modersmål. Han fortæller selv i en af de tre fortaler, som står foran Sachsenspiegel — én på vers og to på prosa — hvorledes hans værk fremkom, og han kalder det for "Spiegel der Saxen" (Saksernes spejl), fordi han ikke ville fastsætte nye love, men kun som i et spejl give et billede af den bestående ret, dels den almindelige borgerlige ret (landretten), dels lensretten, hvilke han behandler hver i sit hovedafsnit. Det var den almindelige sachsiske ret, han ville fremstille, men værket afspejler dog nærmest retstilstanden i hans hjemstavn, Ostphalen. Forfatteren undgik ikke de ulemper, der er forbundet med den første nedskrivning af hidtil uskrevet ret, især mangel på orden i fremstillingen, men alligevel var Sachsenspiegel et så vellykket arbejde og afhjalp en så stor trang til vejledning i den hidtil uskrevne ret, at den straks blev meget udbredt over hele Nordtyskland og i tidens løb blev brugt ligefrem som en gældende lov; i oversættelser trængte Sachsenspiegel ind i nabolandene, både i Holland og Polen. Snart glemte man også, at Sachsenspiegel oprindeligt alene var et privatarbejde, og i det 14. århundrede var man kommet til den tro, at landretten var et "privilegium" fra Karl den Store’s tid, og lensretten en forordning af kejser Frederik Barbarossa.
Der fremkom efterhånden en hel sværm af udgaver, oversættelser, fremstillinger af procesmåden (Richtsteig) og kommentarer, hvorimellem kan nævnes de af Johan v. Buch ca. 1325 forfattede glosser til landretten; ham skyldes dennes inddeling i 3 bøger. Sachsenspiegel, som uden hensyn til kanonisk ret og romersk ret holder sig til den nationale ret, og som står på kejserens ret over for paven, fandt ikke bifald ved pavestolen, og Gregor 11. udstedte i 1374 en bulle, hvorved flere artikler i Sachsenspiegel betegnedes som kætterske, men dette havde ringe betydning over for brugen af Sachsenspiegel ved de verdslige retter.
Også i Sydtyskland var Sachsenspiegel meget anset og danner grundlaget for 2 sydtyske retsbøger, "Deutschenspiegel" og "Schwabenspiegel".